# Canal do Gêba
Canal do Gêba är ett sund i Guinea-Bissau. Det ligger i den västra delen av landet, 27 km sydväst om huvudstaden Bissau.